# Poilley (Manche)
Poilley település Franciaországban, Manche megyében. Lakosainak száma 968 fő (2022. január 1.). Poilley Saint-Quentin-sur-le-Homme, Ducey-Les Chéris, Juilley, Pontaubault és Saint-Aubin-de-Terregatte községekkel határos.

## Népesség
A település népességének változása:
| Lakosok száma | 644  | 612  | 663  | 754  | 899  | 891  | 882  | 929  | 942  | 968  |
|               | 1968 | 1982 | 1990 | 2006 | 2013 | 2015 | 2017 | 2019 | 2020 | 2022 |